# Робер I (Бургундия)
Робер I Стари (на френски: Robert le Vieux; (* 1011; † 21 март 1076, Fleurey-sur-Ouche) е от 1032 г. 1-ви херцог на Бургундия и от 1040 до 1060 г. граф на Оксер. Той е родоначалник на Старата Бургундска династия

## Живот
Той е син на Робер II, крал на Франция (996 – 1031) от династията Капетинги и на Констанца Арлска (* 986; † 1034), дъщеря на Вилхелм I от Прованс († 994), граф на Арл, и Аделхайд Анжуйска († 1026).
След смъртта на баща му през 1031 г. майка му го фаворизира за негов наследник на трона, но през 1032 г. Констанца и Робер са победени от по-големия му брат Анри I. В замяна на загубата Анри I дава на Робер I през 1032 г. Херцогство Бургундия.

## Фамилия
Първи брак: през 1033 г. с Хелие от Семюр († сл. 1055), дъщеря на господар Дамас I от Semur-en-Brionnais. Двамата имат пет деца:
- Хуго (* 1034, † 1059), убит в битка
- Хайнрих (* 1035, † 1070), който се жени през 1056 г. за Сибила от Барселона и има три сина:
  - Хуго I (1057 – 1093), 2-ри херцог на Бургундия, който наследява дядо си Роберт
  - Одо I (1058 – 1103), 3-ти херцог на Бургундия, който наследява Хуго
  - Хайнрих (1066 – 1112), който чрез женитба с Тереза, инфантка на Леон и Кастилия, получава графство Португалия и става родоначалник на първата династия на Португалия, Португаската Бургундска династия.
- Робер (1040, † 1113 отровен), женен за Сибила от Сицилия, регент на Сицилия
- Симон (1044, † 1088)
- Констанца (* 1046, † сл. 1093), ∞ с граф Хуго II от Шалон, ∞ с крал Алфонсо VI от Леон

Втори брак: с Ерменгарда († 1076), дъщеря на граф Фулко III от Анжу и вдовица на граф Готфрид II от Gâtinais. Те имат дъщеря:
- Хилдегарда (* 1050, † сл. 1120) ∞ с херцог Вилхелм VIII от Аквитания